# Un cuento sobre el agua (canción)
Un cuento sobre el agua es la undécima pista del quinto álbum de estudio de La Oreja de Van Gogh, A las cinco en el Astoria. Es una canción a ritmo de marcha sobre quienes deciden olvidar sus pasados y vivir solo su presente, en ésta se alcanzan a escuchar los coros de Xabi con gran notoriedad. También la maqueta de esta canción, Noche de febrero, se distingue por tener solo la voz de Xabi. Además, tiene algunos pequeños cambios en la letra y en la melodía. 
- Datos: Q2879334